# Redu

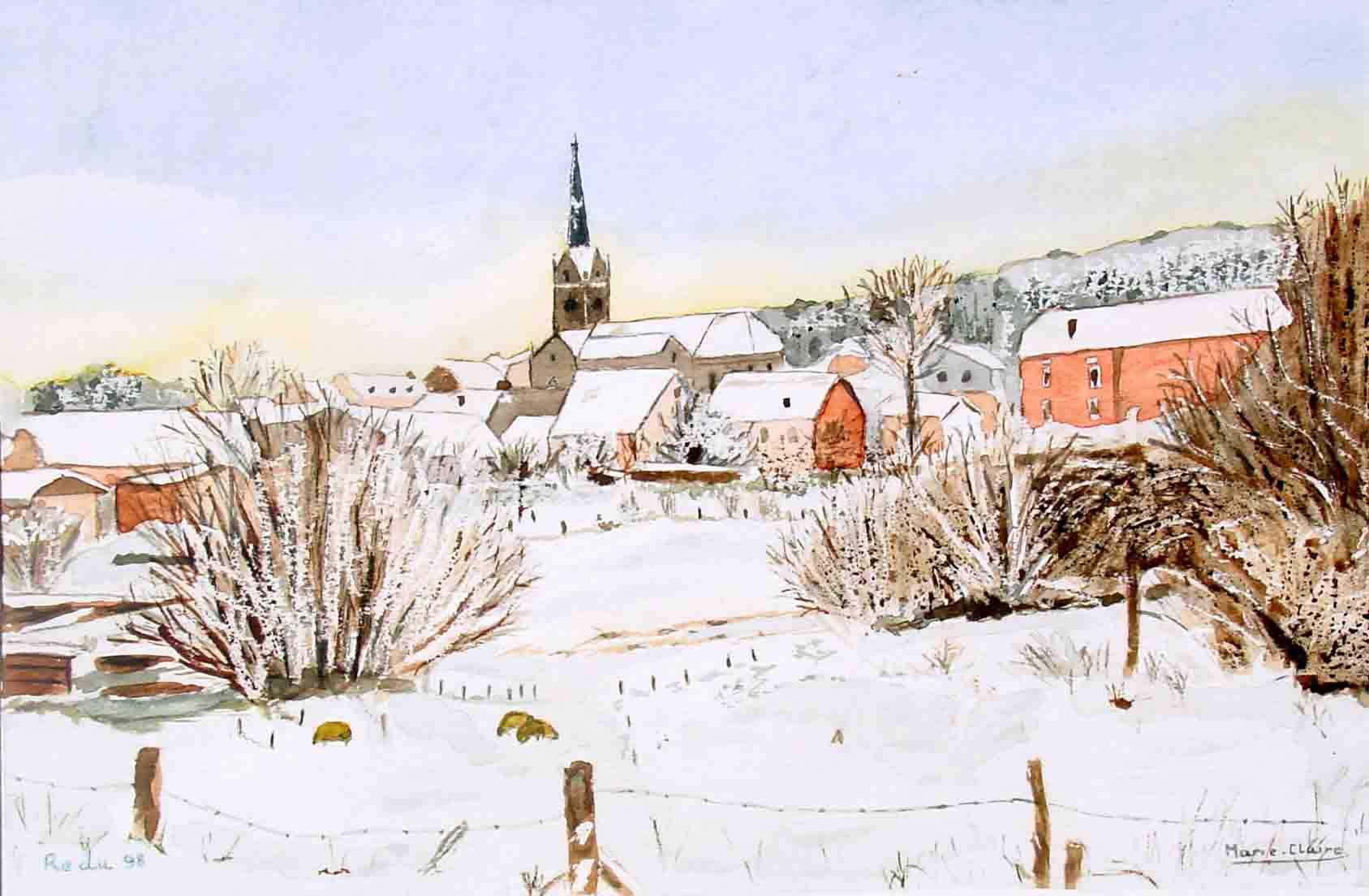
Pintura del pueblo en el invierno.

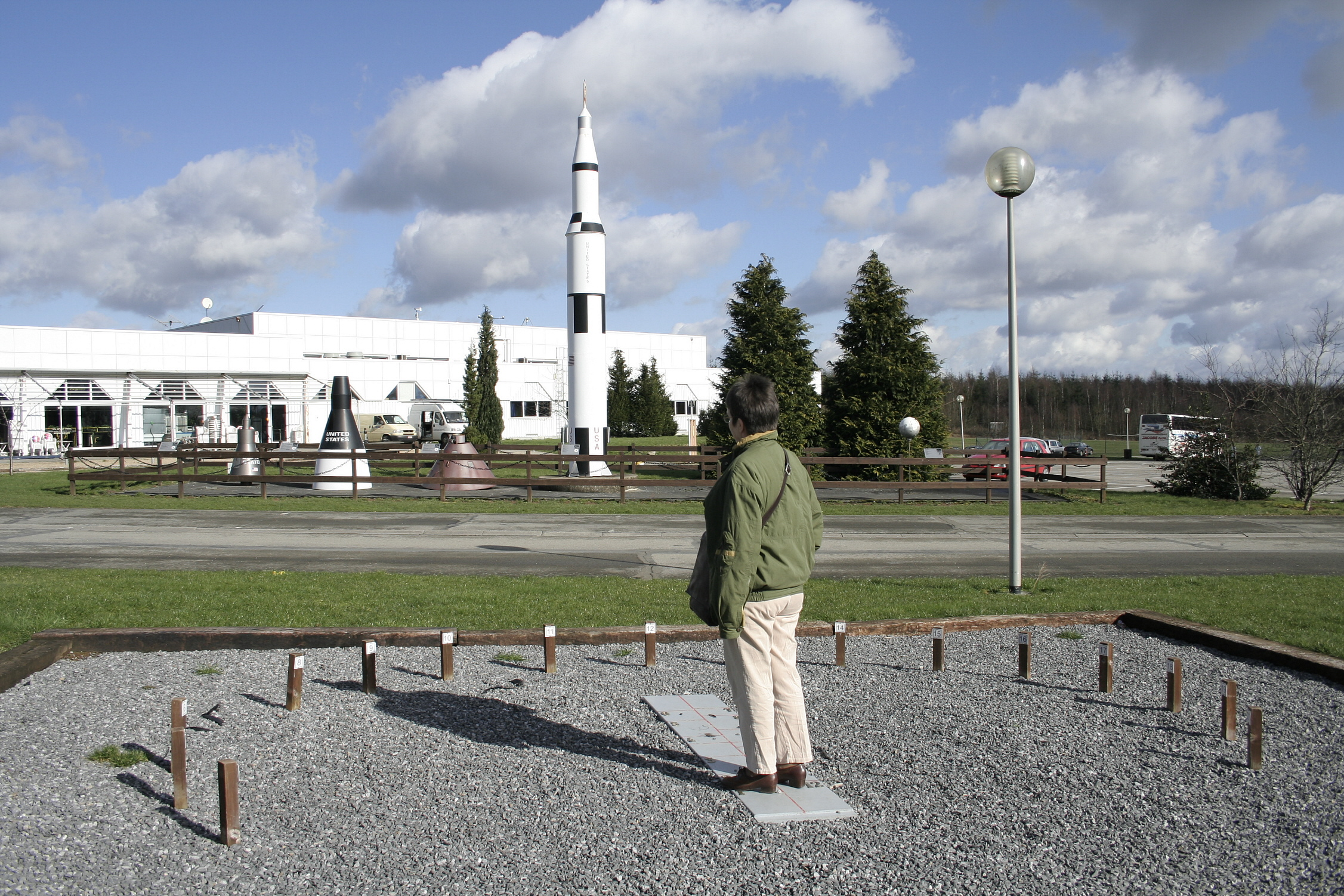
El Euro Space Center.

Redu es un pueblo del municipio de Libin, en la provincia de Luxemburgo, Bélgica. El pueblo está hermanado con Hay-on-Wye en el Reino Unido.
La estación ESTRACK de Redu de la Agencia Espacial Europea (ESA) está localizada a un kilómetro del pueblo.
Hay además un parque temático en el cercano pueblo de Transinne, uno de los pocos en Europa dedicado al espacio y a la astronáutica, el Euro Space Center.